# Arianizm

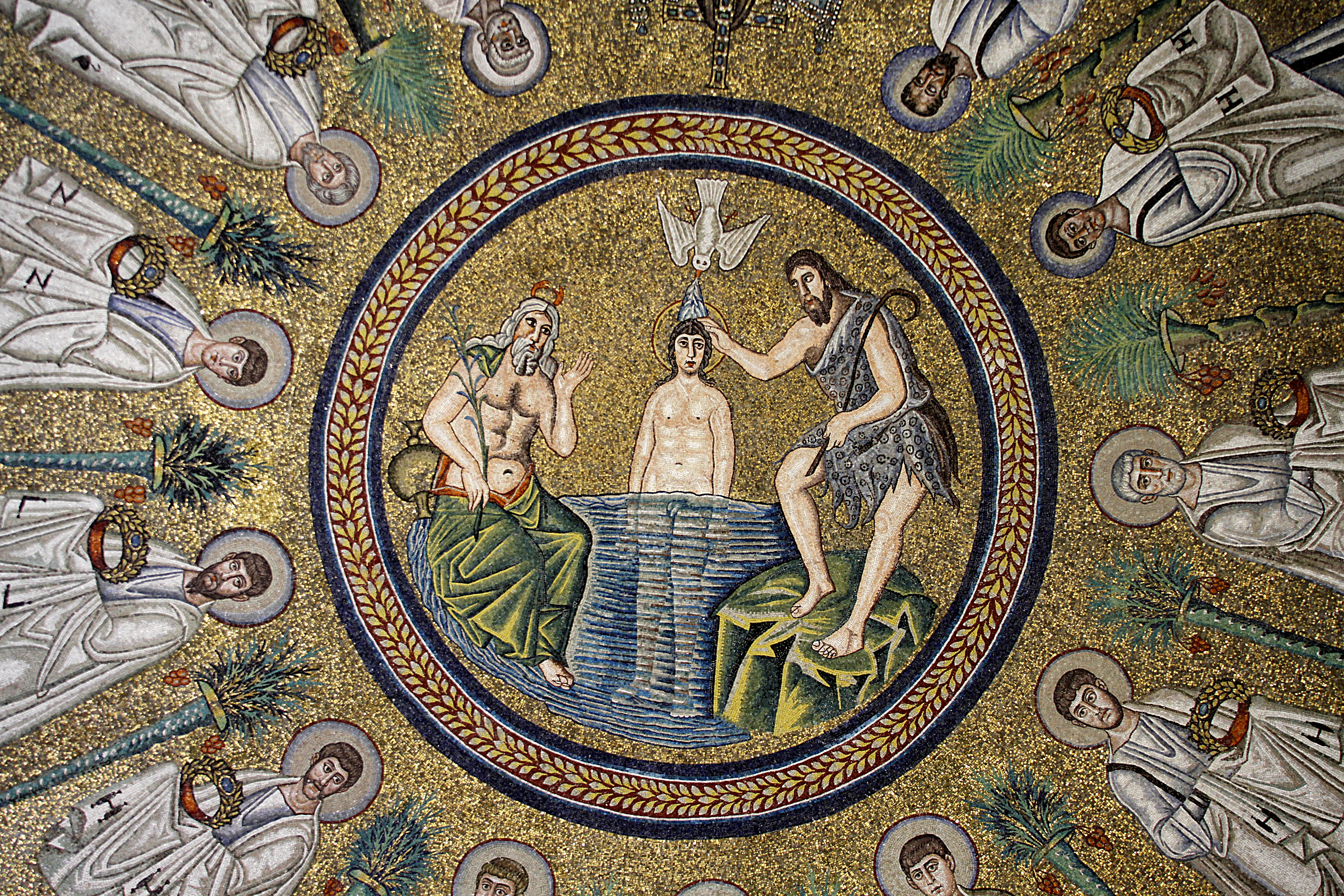
Mozaika w ariańskim baptysterium w Rawennie we Włoszech. Przedstawia ona chrzest Jezusa dokonany przez Jana Chrzciciela.

Arianizm – doktryna teologiczna Ariusza (zm. 336), prezbitera Kościoła w Aleksandrii w Egipcie, odrzucająca dogmat Trójcy Świętej i wpisująca się w nurt antytrynitaryzmu, powstała w kontekście sporów o rozumienie chrześcijańskiego monoteizmu. Ariusz, wykształcony w szkole antiocheńskiej, uznawał pochodzenie Syna od Boga Ojca na zasadzie stworzenia/zrodzenia. Doktryna uznana przez Kościół katolicki za herezję.

## Poglądy
Już w drugiej połowie III wieku naszej ery Paweł z Samosaty uważał, że Jezus został synem bożym dopiero po narodzinach. Arianie odrzucali doktrynę o Trójcy Świętej, uznając ją za niebiblijną. Ariusz twierdził, że Jezus Chrystus jako syn Boży jest poddany Bogu (powołując się na fragmenty J 10,29-30; 1 Kor 15,27), że został stworzony przez Ojca, co oznaczało, że „był czas, kiedy nie było Syna”, kiedy nie było nikogo przy Bogu Ojcu. Zanim Syn został stworzony/zrodzony, nie istniał (por. Prz 8,22-25; 1 Kor 1,30). Dotyczyło to czasu przed tym, jak stał się człowiekiem (Wcielenie). Przy narodzeniu w Betlejem – według koncepcji Ariusza – Słowo Ojca stało się prawdziwie, a nie przez podobieństwo, Synem. Uznając autorytet prologu Ewangelii Jana 1,1.18, Ariusz pojmował boską naturę Jezusa Chrystusa jako pozbawioną przymiotu odwieczności. Według Ariusza tylko Ojciec jest niezrodzony, a więc odwieczny, Syn, jako zrodzony, zaistniał w czasie. Ariusz uważał więc, że Jezus jest po prostu pierwszym stworzeniem. Idee Ariusza mają swoje źródła w myśli greckiej, głównie w neoplatonizmie oraz w myśli szkoły antiocheńskiej, w której Ariusz studiował. Poglądy opisane wyżej były (i pozostają nadal) sprzeczne z wyznawaną przez Kościół doktryną o odwiecznie istniejącej Trójcy.
Nauczanie Ariusza oraz jego uczniów wyraża tekst wyznania wiary biskupa ariańskiego Wulfili, w którym zawiera się doktryna Trójcy typowa dla subordynacjonizmu:

Ja, Wulfila, biskup i wyznawca, zawsze tak wierzyłem i w tej jedynej i prawdziwej wierze odbywam swoją podróż do mojego Pana. Wierzę, że jest tylko jeden Bóg Ojciec, jedyny niezrodzony i niewidzialny, i /wierzę/ w Jego jednorodzonego Syna, naszego Pana i naszego Boga, stwórcę wszystkich rzeczy, nie mając innego poza Nim. Zatem jest jeden Bóg wszystkiego, który jest również Bogiem naszego Boga, i wierzę w Ducha Świętego, w oświecającą i uświęcającą moc. Jak powiedział Chrystus po zmartwychwstaniu do swoich uczniów. „A oto Ja zsyłam na was obietnicę mojego Ojca. Wy zaś pozostańcie w mieście, aż zostaniecie przyobleczeni mocą z wysokości.” (Łk 24,49) I znowu: „ale weźmiecie moc Ducha Świętego, kiedy zstąpi na was, i będziecie mi świadkami w Jerozolimie i w całej Judei, i w Samarii, i aż po krańce ziemi.” (Dz. 1, 8). /Duch Święty/ to ani Bóg, ani Pan, ale wierny wykonawca Chrystusa; nie równy, ale poddany i posłuszny we wszystkim Synowi. I wierzę, że Syn jest poddany i posłuszny we wszystkim Bogu Ojcu.”

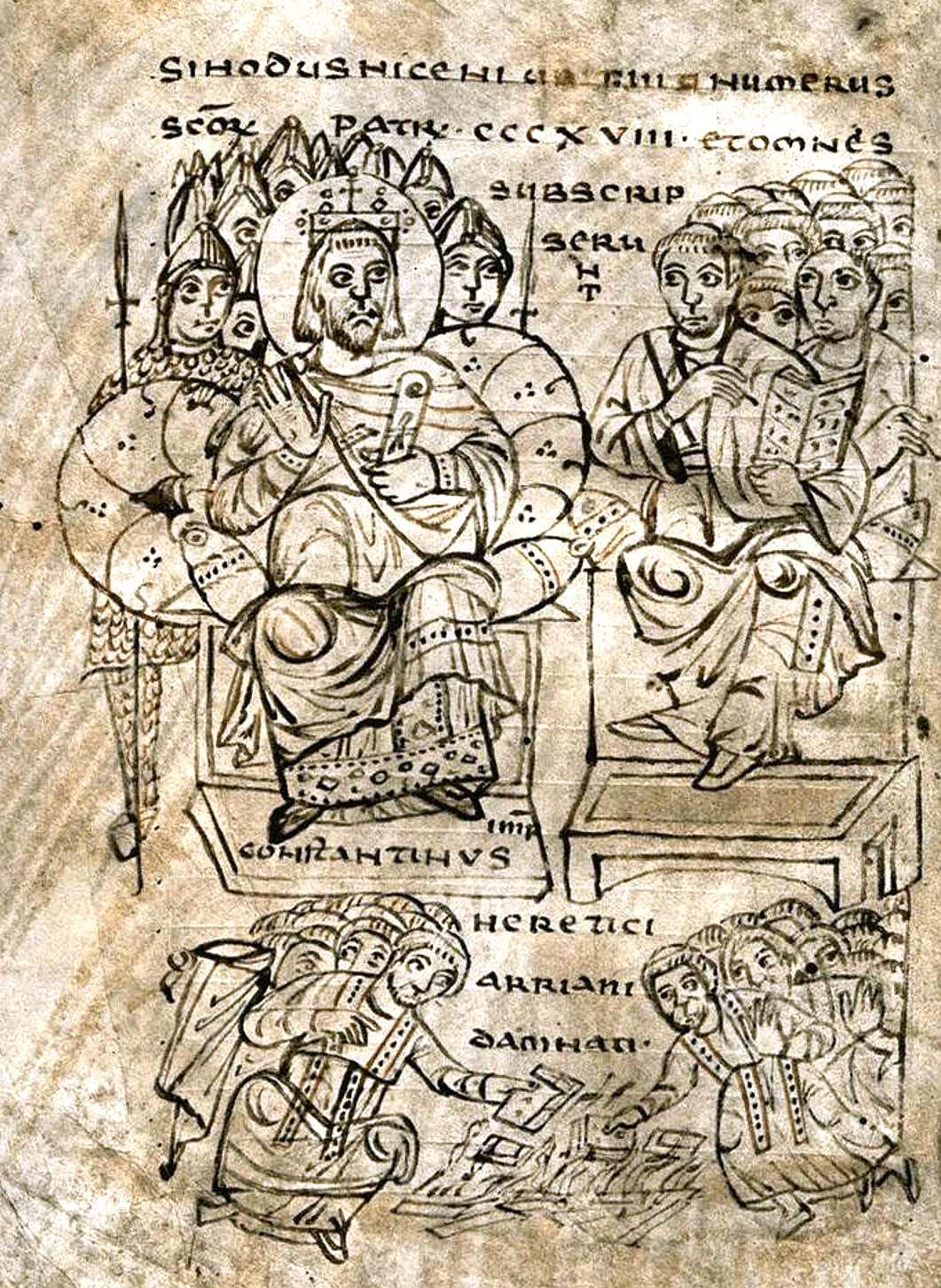
Cesarz Konstantyn na soborze nicejskim: palenie ksiąg ariańskich. Manuskrypt CLXV, Biblioteca Capitolare, Vercelli, ok. 825 rok n.e.

Doktryna podporządkowania (subordynacji) poszczególnych Osób boskich w Trójcy znajdowała zwolenników wśród niektórych pisarzy chrześcijańskich przed soborem nicejskim, jak Tertulian (ok. 150–240) i Orygenes (185–254). Dionizy Aleksandryjski mówił o Synu jako o dziele Ojca, dla podkreślenia ich wzajemnej odrębności. Doktryna Ariusza była pójściem dalej niż koncepcja Orygenesa w zastosowaniu metafizyki średniego platonizmu do teologii Trójcy. Aleksandryjczyk mówił bowiem o Synu i Duchu jako o emanacjach Ojca, które mają wspólny z Ojcem byt, substancję (gr. ousia) – podobnie jak słońce oraz promienie światła słonecznego są tej samej substancji. Sam Orygenes, jak i Tertulian, wprowadzając rozróżnienie na jedność substancji i troistość hipostaz, niezbyt adekwatnie wyrażali równość Osób w Bogu. Ariusz jednak poszedł jeszcze dalej, uznając, że jedynie Ojciec ma w pełni boską naturę, gdyż jedynie on jest niezrodzony. Doktryna średniego platonizmu mówiła, że Bogiem można prawdziwie nazwać jedynie ten byt, który jest odwieczny, który nie ma początku. Wszystko inne jest stworzone. Konsekwentnie Ariusz uznał, że jedynie Ojciec jest Bogiem, Syn jest jedynie stworzonym odbiciem jego bóstwa. Orzeczenie wyrażone w symbolu nicejskim określiło, wbrew nauce Ariusza, że Syn jest odwiecznie zrodzony przez Ojca, a więc jest poza czasem, nie ma początku w kategoriach czasowych, będąc „światłem ze światłości” i „współistotny Ojcu”.
Po soborze nicejskim zwolennicy nauczania Ariusza, zwani semiarianami, w przeciwieństwie do radykalnego odłamu arian, zwanych anomejczykami, próbowali zamienić słowo współistotny, ομοουσιος (gr. homo-uzjos), dosłownie tej samej substancji użyte w nicejskim wyznaniu wiary, na inne, zbliżone w brzmieniu słowo ομοιουσιος (homoj-uzios), czyli podobnej substancji. Debatę nad tym toczono na synodach w Rimini i Seleucji (359 r.).

## Kontrowersja ariańska
Nauczanie Ariusza zostało potępione przez miejscowy synod w Aleksandrii w 319 r., a następnie odrzucone jako sprzeczne z wiarą Kościoła przez pierwszy od czasów apostolskich powszechny, ekumeniczny sobór chrześcijaństwa, zwany soborem nicejskim (325 r.), któremu przewodniczył Konstantyn Wielki. Na kilka dni przed śmiercią Konstantyn przyjął jednak chrzest z rąk ariańskiego biskupa Euzebiusza z Nikomedii.
Jednym ze współczesnych Ariuszowi teologów, którzy najdobitniej przeciwstawiali się arianizmowi, wykazując niezgodność jego poglądów z wiarą Kościoła, był Atanazy, biskup Aleksandrii (295–373). Antyariańska argumentacja Atanazego wynikała z obserwacji prostej wiary Kościoła, który w swej praktyce modlitewnej i liturgicznej nie tylko kierował się do Ojca przez Syna, lecz również wprost do Chrystusa, co z ariańskiego punktu widzenia jako adorowanie stworzenia, było bałwochwalstwem.
Potępienie arianizmu potwierdził następny sobór powszechny – konstantynopolitański I (381).